# Dream Morning Musume
Dream Morning Musume (jap. ドリーム モーニング娘。, oft abgekürzt als Dorimusu, ドリムス) ist ein Projekt unter dem Schirm der UP-FRONT Promotion-Gruppe. Alle Mitglieder der Gruppe sind ehemalige Mitglieder von Morning Musume. Das Projekt wurde am 28. Januar 2011, dem 13. Jahrestag ihres Vorbildes, vorgestellt. Seit dem Ende ihrer Konzerttour im Frühjahr 2012 ist das Projekt inaktiv.
Zum Repertoire der Gruppe gehörten fast ausschließlich Coverversionen der Lieder von Morning Musume. Sie brachte eine Single sowie ein Album heraus und war auf zwei Tourneen zu sehen. Darüber hinaus waren einige Mitglieder als Afternoon Musume aktiv, einer Werbe-Gruppe, die mit einer Coverversion von „Morning Coffee“ ein Kaffeegetränk bewarb. Das Lied wurde ebenfalls auf dem Album veröffentlicht.
In ihren Pressekonferenzen betonten die Mitglieder, dass sie sich nicht nur als Idole sähen. Anders als die Gruppen unter dem Hello! Project hat Dream Morning Musume keinen Leader, da jedes Mitglied auf seine Art wichtig für die Gruppe sei. Zum damaligen Zeitpunkt betrug das Durchschnittsalter der Gruppe 27 Jahre. Zur Zeit der Ankündigungen gab es zudem Gerüchte, dass auch die ehemaligen Mitglieder Asami Konno und Ai Takahashi, die zu diesem Zeitpunkt gerade Morning Musume verlassen hatte, der Gruppe beitreten würden. Dies wurde jedoch widerlegt, als Konno Up-Front Promotion 2011 verließ. Takahashi hatte einen kurzen Auftritt im Musikvideo zu „Shining Butterfly“.
Beim letzten Konzert von Dream Morning Musume, Dream Morning Musume Special Live 2012, gab es einige Überraschungsauftritte: Neben der aktuellen Besetzung Morning Musumes und Nozomi Tsuji, die trotz ihres „Schwangerschaftsurlaubs“ auftrat, kamen außerdem Aya Ishiguro, ein weiteres Mitglied der Urformation Morning Musumes, und Maki Gotō auf die Bühne und spielten mehrere Lieder mit der Gruppe.
Nachdem Kusumi und Ogawa Up-Front Promotion verließen und Yoshizawa aufgrund eines Unfall-Skandals ihre Karriere beendet hat, ist es unwahrscheinlich, dass Dream Morning Musume wieder in seiner Ur-Formation auftritt. Einige Mitglieder, insbesondere Nakazawa, Iida, Yasuda und Yaguchi treten weiterhin im Fernsehen auf, während sich Abe und Ishikawa in ihr Privatleben zurückgezogen haben.

## Mitglieder
(Stand: 30. Juli 2013)
| Name                          | Geburtsdatum     | Alter | Mitgliedsfarbe | Mitgliedsfarbe | Morning Musume-Generation |
| ----------------------------- | ---------------- | ----- | -------------- | -------------- | ------------------------- |
| Yuko Nakazawa (中澤裕子)      | 19. Juni 1973    | 51    |                | Violett        | 1                         |
| Kaori Iida (飯田圭織)         | 8. August 1981   | 43    |                | Königsblau     | 1                         |
| Natsumi Abe (安倍なつみ)      | 10. August 1981  | 43    |                | Rot            | 1                         |
| Kei Yasuda (保田圭)           | 6. Dezember 1980 | 44    |                | Gelb-Grün      | 2                         |
| Mari Yaguchi (矢口真里)       | 20. Januar 1983  | 42    |                | Gelb           | 2                         |
| Rika Ishikawa (石川梨華)      | 19. Januar 1985  | 40    |                | Hot Pink       | 4                         |
| Hitomi Yoshizawa (吉澤ひとみ) | 12. April 1985   | 39    |                | Himmelblau     | 4                         |
| Nozomi Tsuji (辻希美)         | 17. Juni 1987    | 37    |                | keine Farbe    | 4                         |
| Makoto Ogawa (小川麻琴)       | 29. Oktober 1987 | 37    |                | Mittelblau     | 5                         |
| Miki Fujimoto (藤本美貴)      | 26. Februar 1985 | 40    |                | Orange         | 6                         |
| Koharu Kusumi (久住小春)      | 15. Juli 1992    | 32    |                | Rosa           | 7                         |

Nozomi Tsuji wurde auf der offiziellen Website zuerst als Mitglied gelistet, musste jedoch aussteigen, da sie einen Monat vor dem Debüt der Gruppe ihr drittes Kind zur Welt brachte. Miki Fujimoto war bei den Aufnahmen zur Single und zum Album noch dabei, musste allerdings die Konzerttouren aufgrund ihrer Schwangerschaft absagen.

## Diskografie

### Studioalben
| Jahr | Titel                    | Höchstplatzierung, Gesamtwochen, AuszeichnungChartsChartplatzierungen (Jahr, Titel, Platzierungen, Wochen, Auszeichnungen, Anmerkungen) | Anmerkungen                                                |
| Jahr | Titel                    | JP | Anmerkungen                                                |
| ---- | ------------------------ | --- | ---------------------------------------------------------- |
| 2003 | Dorimusu ① (ドリムス。1) | JP10 (5 Wo.)JP | Erstveröffentlichung: 20. April 2011 Verkäufe JP: + 10.151 |

### Singles
| Jahr | Titel Album                                  | Höchstplatzierung, Gesamtwochen, AuszeichnungChartsChartplatzierungen (Jahr, Titel, Album, Platzierungen, Wochen, Auszeichnungen, Anmerkungen) | Anmerkungen                                                 |
| Jahr | Titel Album                                  | JP | Anmerkungen                                                 |
| ---- | -------------------------------------------- | --- | ----------------------------------------------------------- |
| 2012 | Shining Butterfly (シャイニングバタフライ) – | JP12 (3 Wo.)JP | Erstveröffentlichung: 15. Februar 2012 Verkäufe JP: + 9.322 |

### Videoalben
| Jahr | Titel | Höchstplatzierung, Gesamtwochen, AuszeichnungChartsChartplatzierungen (Jahr, Titel, Platzierungen, Wochen, Auszeichnungen, Anmerkungen) | Anmerkungen                              |
| Jahr | Titel | JP | Anmerkungen                              |
| ---- | --- | --- | ---------------------------------------- |
| 2011 | Dream Morning Musume Concert Tour 2011 Haru no Mai (Sotsugyōsei DE Saikessei) (ドリーム モーニング娘。コンサートツアー2011春の舞 ~卒業生DE再結成~)                                                         | JP7 (4 Wo.)JP | Erstveröffentlichung: 14. September 2011 |
| 2012 | Dream Morning Girl. Special Live 2012 Japan Budokan ~Chapter 1 Closing Curtain "Tachi the Brave, Seyo Set"~ (ドリーム モーニング娘。スペシャルLive 2012 日本武道館 ～ 第一章 終幕「勇者タチ、集合セョ」～) | JP16 (4 Wo.)JP | Erstveröffentlichung: 20. Juni 2012      |